# Eukoenenia pyrenaica
Eukoenenia pyrenaica is een spinnensoort in de taxonomische indeling van de Palpigradi.
Het dier komt uit het geslacht Eukoenenia. Eukoenenia pyrenaica werd in 1926 beschreven door Hansen.